# Ragna The Bloodedge
Ragna, meglio conosciuto come Ragna The Bloodedge, è il protagonista del picchiaduro bidimensionale BlazBlue: Calamity Trigger e BlazBlue: Continuum Shift, ideato da Toshimichi Yori (storia e disegni originali) e Yuuki Katou (disegni nel secondo gioco e romanzi) e sviluppato da Arc System Works. È un criminale ricercato con una taglia straordinariamente grande sulla sua testa (e in migliaia di miliardi) per aver tentato di distruggere il Novus Orbis Librarium, l'ente che causò un grande dissenso, parzialmente dovuto all'utilizzo dell'Armagus in quasi ogni sfaccettatura della società e alle differenze socioeconomiche che stabilivano chi potesse usare l'Armagus e chi no. Il dissenso si concretizzò anni dopo quando scoppiò la guerra civile Ikaruga, perché l'Unione eponima si ribellò apertamente al Novus Orbis Librarium. Dopo la guerra il governo impose leggi più severe, punendo ogni forma di ribellione con la pena di morte. Ragna è inoltre il fratello maggiore di Jin Kisaragi, un maggiore dell'Unità del NOL e di Saya, Imperatrice del "Nuovo Mondo".

## Aspetto e personalità
Ragna viene modellato diversamente dopo la pubblicazione del manga tradizionale giapponese ed eroe nell'anime. È un giovane adulto con i capelli bianchi appuntiti e gli occhi eterocromici: il suo occhio sinistro è verde e il destro è rosso, un effetto collaterale dovuto dall morso di Rachel. Il suo abbigliamento è costituito da un ibrido di moderni, caratteristiche futuristiche e vecchi modelli. Indossa una giacca rossa con maniche vibranti con due lunghe code sottili che pendono dalla parte posteriore. Sotto di essa porta una camicia nera con tre cinture rosse. Indossa un paio di guanti neri con un guscio rosso sul dorso delle mani. Nel suo braccio destro è custodito l'Azure Grimore. L'involucro si apre rivelare l'Azure ogni volta che lo utilizza. Indossa un hakama nero e stivali rossi in acciaio a punta.
Quando era adolescente, aveva i capelli biondi e gli occhi verdi, prima di essere morso da Rachel Alucard. Dopo essere stato allevato da Jubei, uno dei Sei Eroi, indossa un tradizionale Red Top in stile giapponese senza maniche e a collo alto. Ragna è beffardo, rude, ed abrasivo contro chiunque si imbatte. È irascibile, testardo, e non perde l'occasione di utilizzare frequenti turpiloquii. A questo proposito, Ragna è simile al tipico stereotipo di delinquente degli anime. Ciò è causato principalmente dal fatto che Yuki Terumi gli ha rovinato la sua vita. Ragna spesso diventa infuriato alla prima vista di Terumi. Tuttavia, anche nei casi in cui non può vincere o è in punto di morte, Ragna possiede una volontà immortale e si rifiuta di ammettere la sconfitta.
Sotto il suo aspetto burbero, però, Ragna non possiede altro che una personalità più morbida, un lato più compassionevole. Egli sceglie di mantenere la sua fronte pubblica a causa del percorso che ha scelto, ovvero quello della vendetta. Risparmia infatti Arakune la vita a causa della promessa fatta a Litchi, e nella sua modalità Arcade, egli fa riferimento direttamente a questa promessa di lasciarlo in vita dopo che lo sconfigge. Inoltre, nonostante il ruolo di Jin nella distruzione della sua vita, gli vuole ancora molto bene ed arriva anche a non considerarlo completamente responsabile delle sue tragedie. Egli ha inoltre espresso angoscia quando Nu ha sacrificato la propria vita per proteggerlo, nonostante l'odio passato che nutriva per lei. È anche accennato al fatto che lui e Rachel provassero sentimenti a vicenda, ma entrambi morirebbero prima di ammetterlo. Lui è anche la reincarnazione umana della Bestia Nera, un essere votato al nichelismo assoluto, nonché la fonte del seithr.

## Storia
Quando era giovane, Ragna viveva in una chiesa con suo fratello minore Jin e sua sorella Saya, ed è stato vegliato dalla sorella di uno dei Sei Eroi. Un giorno, Saya si ammalò gravemente e Ragna decise di prendersi cura di lei, dovendo trascurare il fratello. Jin crebbe con una fitta gelosia nei confronti di Saya, che gli tolse molte possibilità di passare del tempo con Ragna, arrivando al punto di odiarla.
Poco dopo la malattia di Saya, la chiesa venne bruciata da Jin sotto il controllo di Yuki Terumi, il quale amputò il braccio destro a Ragna nel suo tentativo di difendere Jin, e rapì Saya. Sul punto di morte, Ragna venne morso da un vampiro, che lo strappò alla morte e gli trasformò i suoi capelli biondi in un colore albino chiaro e conferì al suo occhio destro il colore rosso. Venne poi trovato da Jubei, un membro dei Sei Eroi, il quale accudì il ragazzo e gli insegnò come controllare la potenza dell'Azure Grimoire, un Ars Armagus che Ragna aveva in qualche modo evocato la notte del massacr, o ma che non era ancora in grado di poterlo controllare alla perfezione L'Azure assunse la forma del braccio destro amputato di Ragna. Negli anni successivi, Jubei addestrò Ragna nel controllo della potenza dell'Azure, essendo periodicamente osservato da Rachel Alucard, il vampiro che lo morsicò per che chiese all'eroe di prendersi cura del ragazzo. In quel periodo, Ragna ha incontrato Taokaka, un esemplare di donna-gatto quando era solo un bambino. Quando la sua formazione era al completo, Ragna era finalmente arrivato alla decisione di partire per il suo viaggio. Ma prima di partire, Jubei raccontò dell'incendio della chiesa e gli consegnò due elementi appartenenti ad un eroe di nome ' Blood-Edge ': la sua giacca rosso-sangue e la spada Blood-Scythe. Sentendo il peso di un uomo che ha dato speranza al mondo e membro dei Sei Eroi, Ragna finalmente partì per il suo viaggio.
Ragna iniziò lentamente a nutrire un odio profondo per la Novus Orbis Librarium, e viaggiò di città in città distruggendo le loro basi, a causa di questo, è diventato un criminale di fama mondiale e venne impressa una taglia sulla sua testa "grande abbastanza per comprare un piccolo paese", su opinione di suo fratello Jin. Nonostante questo, Ragna attraversa le città di notte senza molta paura di essere scoperti o catturato dal NOL o qualsiasi vigilante incaricato, ritenendosi più che in grado di sconfiggere chiunque gli sbarri la strada.

## BlazBlue: Calamity Trigger
Data: 31 dicembre 2199, Capodanno. Ragna viaggia verso la 13ª Città Gerarchica di Kagutsuchi per distruggere la base NOL situata nella zona. Lungo la strada, ha uno scontro con il fratello Jin all'interno della sede. Ragna ritiene responsabile Jin delle sue sventure e dopo uno scontro brutale, lo ferisce gravemente, anche se non lo lascia in pericolo di vita. Dopo la lotta si fa strada fino ad un vano ascensore che lo porta dritto verso la sede del seminterrato. Lì incontra un cavaliere bianco chiamato “Hakumen”, in realtà uno dei Sei Eroi e una lunga battaglia ne consegue. All'apparente vittoria del cavaliere, Ragna attiva il suo Azure Grimoire e ne sfrutta il potere, sconfiggendo così Hakumen. Poco dopo, dal “Calderone” fuoriesce una sfera contenente l'androide “Nu-13” (in realtà è una copia della sorella Saya, ma lo è anche Noel). Lo scopo dell'androide si rivela chiaro, vuole fondersi con Ragna all'interno del Calderone per ricreare la Bestia Nera e distruggere il mondo. Intanto un tenente del NOL, nota come “Noel Vermillion”, arriva sul luogo e ingaggia il combattimento con Nu-13, ma non riesce a sopraffarla.Ragna allora interviene, ma Nu è decisamente troppo forte e lo batte senza difficoltà. Successivamente, dopo averlo trafitto con una delle sue lame, lo trascina con sé nel calderone per tentare di fondersi con lui, ma Noel lo afferra prima di cadere, mentre Nu precipita nell'abisso di fiamme. Noel sopraffatta dalle emozioni, sviene e si addormenta, quindi fa la sua comparsa Rachel e rivela a Ragna che Noel è il nuovo "occhio", che erediterà il vero Azure Grimoire, e che cambierà le sorti del mondo. Dopodiché attiva la sua unità Tsukuyomi per proteggere Kagutsuchi da una potente esplosione proveniente dalla Nox Nyctores nota come Gigant: Take-Mikazuchi. Poco dopo il ritorno di Rachel, appare un agente sergente del NOL, chiamato Hazama. Noel, rinvenuta lo riconosce coi suoi poteri latenti di osservatore, anche se Rachel già sapeva la sua identità: in realtà è Yuki Terumi, l'uomo che amputò il braccio destro a Ragna e dato fuoco alla chiesa dove viveva la sua famiglia. Dopo essere stato riconosciuto, l'aspetto di Hazama cambia notevolmente, mostrando il lato sadico della sua anima. Ragna e Rachel lo attaccano, ma Terumi contrattacca senza alcun problema, insultando Ragna e affermando che lui è troppo debole per sconfiggerlo e che Rachel è l'unica che può tenergli testa. Dopodiché, affermando di essere di luna particolarmente buona oggi, decide di non attaccare e di lasciare il gruppo in pace, almeno per ora.

## BlazBlue: Continuum Shift
Dopo l'incidente nel portale, Ragna viaggia con Noel per un breve periodo di tempo. Dopo un po', seccato dal carattere della ragazza e dalla sua somiglianza con sua sorella Saya, gli intima di andarsene e lasciarlo solo. La cosa sconvolge Noel che gli dice che la prossima volta che si incontreranno saranno nemici (essendo lei un ufficiale del NOL e lui un criminale ricercato). Il protagonista, ora solo, medita sugli ultimi eventi, e capisce di dover diventare più forte per eliminare Terumi. Poco dopo Ragna viene attaccato dal vigilante Carl Clover, sul quale prevale abbastanza facilmente. In un attimo di distrazione pensando a Jin, Ragna viene ferito da un brutto colpo a sorpresa di Nirvana, la marionetta di Carl. Ragna perde coscienza per diverse ore, sognando nel frattempo la notte in cui Jubei l'ha salvato dall'incendio e si è ritrovato l'Azure Grimoire al posto del braccio mozzato da Terumi. Ragna si risveglia nel villaggio del Clan dei Kaka dove è stato soccorso da Taokaka, e sotto cure trascorre là i prossimi giorni per recuperare le forze e facendo amicizia con gli abitanti del Clan. Si scontra con Taokaka dopo essersi ripreso in una specie di "scontro amichevole". Dopo lo scontro Ragna si ricorda di aver già visto Taokaka in precedenza. Dopo aver lasciato il villaggio dei kaka, soccorre nel distretto orientale una ragazzina di nome Platinum The Trinity, un'altra allieva di Jubei, alla quale paga anche un pasto. Dopo un litigio dovuto ai modi sgarbati della parte femminile di Platinum, Ragna si ritrova solo nel locale con Lambda-11 teletrasporta per sbaglio sul posto da Kokonoe. Dopo averla fermata, Kokonoe avverte Ragna di non combattere Hazama, poiché non riuscirebbe a sconfiggerlo. Sentendo il nome Noel, Ragna cerca di trovare Rachel. Dopo averla trovata, lei gli spiega il ruolo che ha nel mondo, che gli dice dove deve andare, e anche lei gli dice che non può prevalere su Hazama. Decide però di mettersi sulle tracce di Noel, pentendosi di averla abbandonata e sospettando che Terumi sia sulle sue tracce. Corre poi di nuovo nella sede della Librarium di Kagustuchi, dove incontra di nuovo suo fratello Jin, sul quale prevale facilmente. Anche Jin però lo mette in guardia, dicendogli non può battere Hazama.
Tuttavia, Ragna procede sulla cima della sede dove finalmente incontra la sua nemesi. Dopo aver scoperto che Noel è stata messa nel calderone sopra l'edificio da Hazama, Ragna perde la calma e attiva il suo Azure Grimore rilasciandolo alla massima potenza. Per tutta risposta, Terumi accende anche il suo Azure Grimore, ed essendo il creatore dei vari Azure e conoscendone i segreti, blocca quello di Ragna che si ritrova senza poteri sul seithr. Ragna è quindi sconfitto facilmente e non riesce a impedire la trasformazione di Noel in Mu-12, ovvero l'androide che è in realtà. Sotto l'ordine di Hazama, Mu scende verso il calderone nelle profondità dell'edificio per eliminare l'unità Amaterasu. Ormai stanco di giocare con Ragna, Terumi decide di ucciderlo con l'ouruboros. Proprio mentre sta per essere colpito, Lambda, al cui interno vi risiede l'anima di Nu che dà a Ragna l'Idea Engine di Kokonoe, che gli permette di bypassare il suo Azure Grimoire e le restrizioni che gli negano l'accesso al vero potere dell'Azure. Colto alla sprovvista da questo nuovo potere Hazama soccombe sotto i colpi di Ragna. Anche se bramoso di ucciderlo, Ragna decide di lasciarlo li morente, in modo da prolungare la sua sofferenza (non si rende però conto che la sua vittoria rientrava nei piani di Hazama). Corre poi da Rachel, che era stata catturata da Terumi, per liberarla da una magia vincolante creata da Phantom. Decide quindi di inseguire Noel. La trova vicino al calderone nei sotterranei, dove Hakumen e Jin hanno problemi a sopraffarla. Dopo essersi scusato per come l'ha trattata, combatte alla massima potenza. Dopo averla indebolita, attiva il potere dell'azure per rompere definitivamente l'armatura, sacrificando però il braccio sinistro. Sebbene Ragna sia riuscito nella sua impresa, Hazama appare davanti al gruppo, misteriosamente vivo e vegeto. Determinato a fare strage di tutti i suoi nemici, viene fermato dall'imperatore in persona che si scopre essere la sorella di Jin e Ragna, Saya. Quest'ultima annuncia che l'unita Amaterasu e il Takamagara sono stati distrutti, e che quindi lei ha il controllo su tutto. Detto questo scompare portandosi dietro i suoi complici. Ragna rimane allibito e stupefatto per questo evento, anche se dentro di sé in fondo lo sospettava. Dopo l'avventura, Kokonoe impianta a Ragna un nuovo braccio meccanico costruito con il serbatoio di rigenerazione di Lambda-Nu. Ragna parte poi per Ikaruga con Taokaka, alla quale è stato ordinato di partire per accompagnarlo, ma nonostante Ragna avesse detto più volte no, alla fine par insieme a Tao. In seguito, lui e Taokaka arrivano a Ikaruga, e in conclusione, Ragna pensa a cosa farà là.

## Caratteristiche
Ragna è uno dei personaggi più potenti del mondo di BlazBlue. Dopo essere stato allenato da Jubei, Ragna possiede incredibili abilità di combattimento abbastanza per abbattere una squadra del Librarium. Essendo la forma umana della Bestia Nera, Ragna ha poteri incredibili. La sua affinità elementale è il buio. In battaglia convoca le parti della Bestia Nera per attaccare, come una mascella appuntita o, eventualmente, la coda (per le Carnage Scissors), artigli (Back Spin Kick followup, Devoured by Darkness, and 6D), una delle molte teste (Dead Spike and the Hell's Fang Additional Blow), il suo respiro (il followup Ax Kick solo in Continuum Shift) o un pezzo di seithr (5D e 2D), la pelle per la pelle (versione D dell'Infernal Devider e JD), e un'ala angelica (Onslaught Black), che tutti prevedono l'utilizzo di unità e la sua capacità di assorbire le anime. Ha anche la capacità di trasformare il suo intero corpo in una lama infernale che equipaggerà un insolito Dante in varie Concept Artwork realizzate dai produttori.
La sua arma preferita è la sua Blood-Scythe, un'arma che integra il suo Drive Ability: "Soul Eater". La spada assume inizialmente la forma di una spada gigante con una lastra gigante di metallo simile ad un caricatore. L'arma può diventare una falce come arma efficace per strappare l'anima dal nemico attraverso l'Astral Finish, (che coinvolge in parte l'evocazione della Bestia Nera). Per funzionare, l'Azure ha bisogno di anime, e Ragna ruba una parte di queste ai nemici in battaglia. L'Azure aumenta i poteri di chi lo equipaggia aumentandone le sue caratteristiche e rendendo i poteri dell'individuo più oscuri. Nel caso di Ragna, può arrivare a una trasformazione chiamata Blood-Kain, avvolgendolo nell'oscurità che raddoppia la sua potenza d'attacco a costo della sua energia vitale. Più tardi poi l'Engine Idea-Azure Grimoire dato da Lambda, rimuove il controllo di Hazama e concedere a Ragna l'accesso al Vero potere dell'Azure (corrisponde alla versione Unlimited del personaggio, dotato di un Blood-Kain infinito).
Ragna è un personaggio votato al combattimento ravvicinato. La sua tecnica di combattimento è brutale e spesso i nemici sono sbalzati dai suoi colpi. Nonostante sia un personaggio molto facile da adoperare, non ha colpi per il conflitto a distanza, che quindi il personaggio è costretto ad avvicinarsi per combattere. Il suo Drive Soul eater gli permette ad ogni colpo inflitto all'avversario di recuperare una piccola percentuale di salute (circa il 10% del danno inflitto) assorbendo l'anima e l'energia vitale dell'avversario. È un drive estremamente versatile visto che si può implementare con le combo dei vari tasti, permettendo così di sottrarre molta energia. La sua barra della difesa è di 5 tacche (quindi standard) ma i suoi punti salute non sono molto alti.